# NGC 4054
NGC 4054 ist eine interagierende Galaxiengruppe, bestehend aus 3 Galaxien, im Sternbild Großer Bär am Nordsternhimmel. Die Galaxiengruppe ist schätzungsweise 462 Millionen Lichtjahre von der Milchstraße entfernt.
Das Objekt wurde am 17. April 1789 von Wilhelm Herschel entdeckt.